# Lázně Kyselka
Lázně Kyselka (německy Bad Gießhübl), starším jménem Kysibl, je komplex bývalých lázní v obci Kyselka u Karlových Varů v západních Čechách. Lázeňské budovy leží na jih od vlastní obce, na pravém břehu Ohře a severozápadním úpatí vrchu Bučina (582 m n. m.), tvořícího západní výběžek Doupovských hor. Právě v těchto lázních pramení Mattoniho minerálka.

## Historie

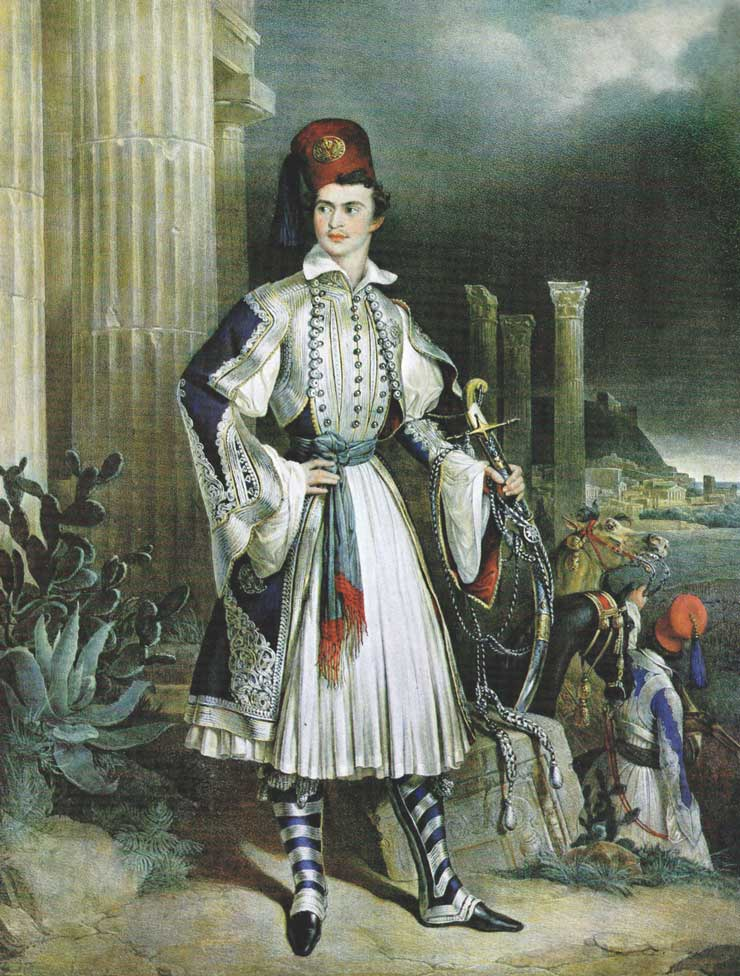
Řecký král Ota I. byl jedním ze slavných návštěvníků, vodu odtud si dokonce nechal dovézt do Athén

Existence zdejších pramenů byla známa už před staletími; první písemná zmínka je z roku 1522. K roku 1614 už je doloženo, že prameny byly ohrazeny a jejich okolí řádně vyčištěno. Za pití „Bukové kyselky“ se muselo platit. Až v roce 1687, kdy už bylo místo v širokém okolí dobře známo, povolila místní vrchnost, hrabata Černínové, svým poddaným kyselku popíjet zdarma. V roce 1724 udělal Fridrich Halle první chemický rozbor zdejší vody a doporučil ji k užívání. Počátky lázeňského využívání zdejších vydatných pramenů sahají do roku 1793, kdy nového držitele panství, hraběte Johanna Josefa Stiebara z Buttenheimu, napadlo minerální vodu vyvážet a zřídil tu proto továrničku na výrobu kameninových džbánků, do nichž se minerálka stáčela. Prodej místní vody byl o tři roky později zahájen ve Vídni, Praze i v samotných Karlových Varech.
První lázeňské budovy tu byly postaveny v letech 1826–34 Wilhelmem von Neubergem, manželem majitelky panství. Sláva lázní a chutné vody postupně rostla; r. 1852 sem přijel na návštěvu i řecký král Ota I. (Otto), na jehož počest bylo nazváno hlavní zřídlo.

### Mattoniho epocha

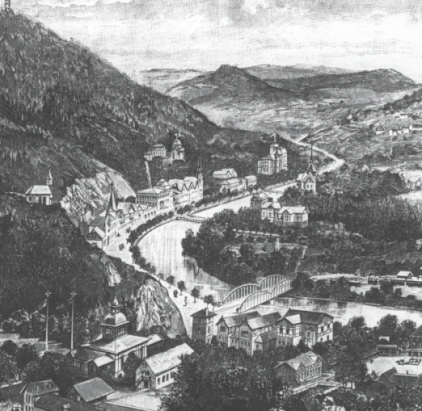
Pohled na Lázně Kyselka v roce 1902

Hlavní pramen si roku 1867 pronajal český podnikatel italsko-německého původu Heinrich K. Mattoni (1830–1910), který jej začal stáčet do skleněných lahví a vyvážet do celého světa (přes milion kusů už v roce 1876). Za zisky z prodeje vody Mattoni nakonec od Heřmana Černína z Chudenic roku 1873 lázně i s okolními pozemky zakoupil a následně velkoryse přebudoval a rozšířil. Postupně tu do své smrti postavil novou kolonádu, která zastřešila „Ottův pramen“, dále budovy sanatorií (mezi nimi i „Švýcarský dům“), vodoléčebný ústav, hotely, restaurace, promenády, lanovou dráhu, kapli sv. Anny (1884), své monumentální sídlo („Zámeček“), vodní elektrárnu a budovy stáčírny. Nakonec do obce přivedl i železnici (1894), aby lázeňský klid nerušily povozy, rozvážející minerálku. Celkově za jeho éry lázně velmi rozkvetly a po jeho smrti už nikdy takové prosperity nedosáhly. Mattoniho potomci nicméně drželi tento majetek až do konce 2. světové války.

### V majetku státu
Po válce tu po krátké epizodě uprchlického tábora pro sirotky z řecké občanské války byla zřízena dětská ozdravovna. Ta fungovala až do r. 1990 v rámci podniku Československé státní lázně a zřídla. Během této doby areál postupně upadal, nicméně se tu alespoň prováděla určitá údržba. Rozsah ozdravovnou používaných budov se zmenšoval až na počet sedm, z nichž tři byly ještě v plném provozu, když bylo rozhodnuto areál privatizovat.

## Současnost

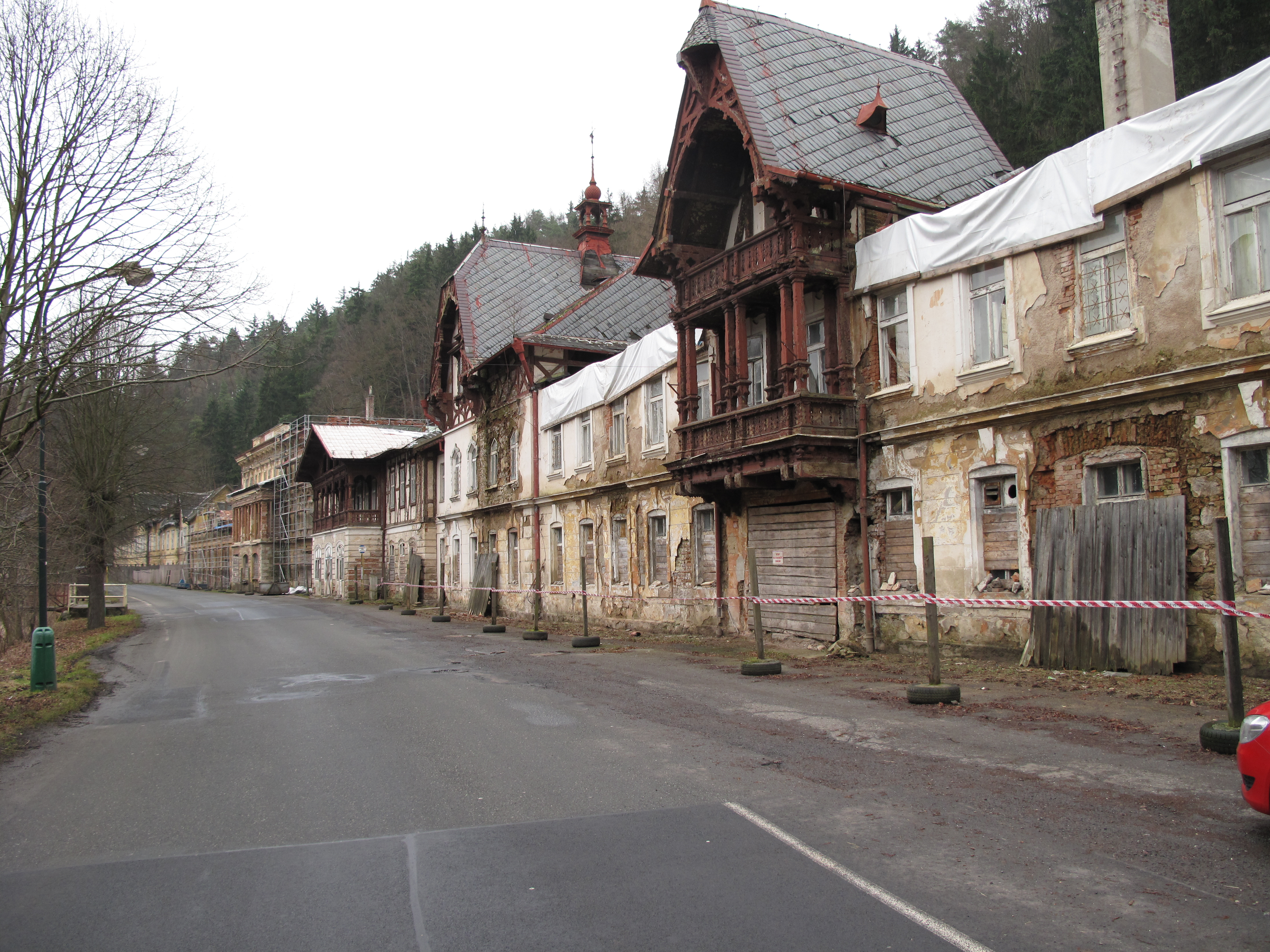
Dezolátní stav v lednu 2015

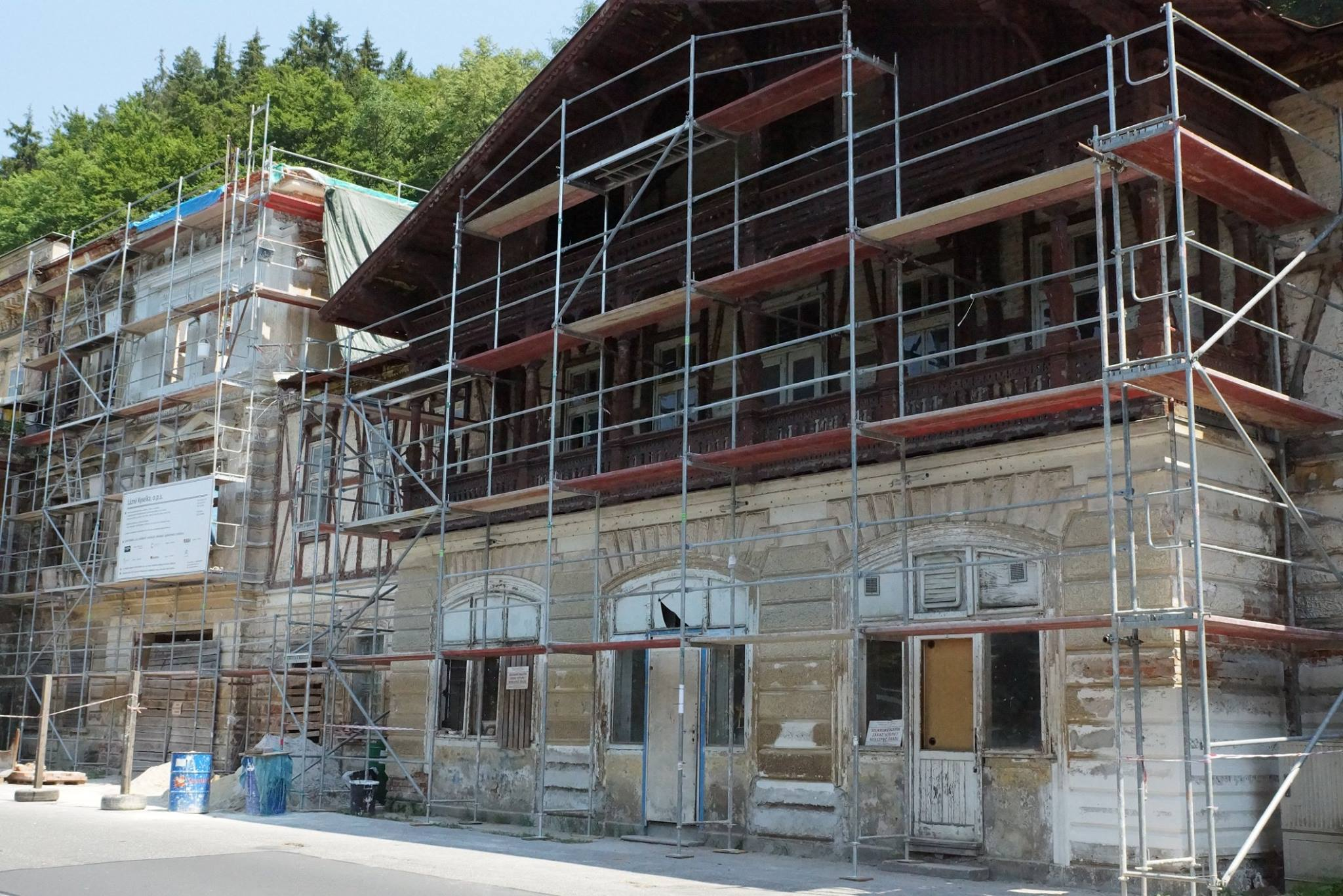
Opravy lázeňských budov (srpen 2015)

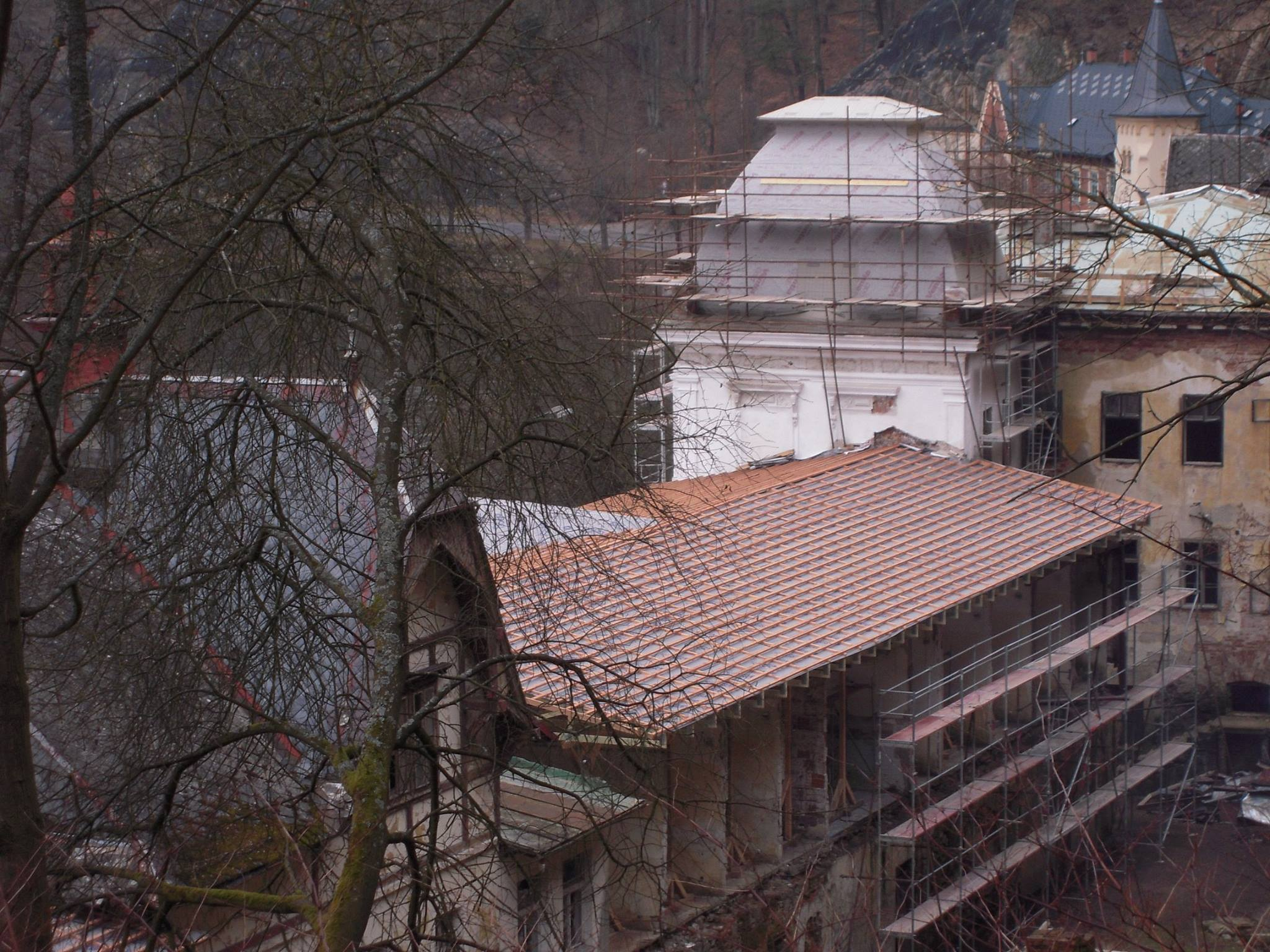
Opravy lázeňských budov (březen 2016)

Od chaotické privatizace, která proběhla rozděleně v letech 1991 (samotné lázně) a 1993 (stáčírna) v režii Fondu národního majetku, lázně mnohokrát změnily majitele: šlo mj. o podnikatele německého i ruského původu (U. Markard, Š. Chalitujev). Ani jeden z nich nebyl schopen či ochoten lázně zachránit nebo alespoň zastavit chátrání. Z megalomanských projektů, které měly Kyselku proměnit v součást velkého luxusního zábavně-rekreačního centra, postupně sešlo pro nedostatek financí. Poslednímu vlastníku, firmě RIS s.r.o. (do ledna 2012 vystupující pod názvem C.T.S.–DUO s.r.o.) pražského podnikatele P. Dostála, byly lázně prodány (2006) za 17,5 mil. Kč. RIS v březnu 2013 převedla vlastněné historické budovy (včetně pozemků pod nimi) v bývalých lázních Kyselka do majetku obecně prospěšné společnosti Lázně Kyselka.
Z celkem 20 dochovaných památkově chráněných budov v Kyselce jich osm vlastní o.p.s. Lázně Kyselka, dalších 6 budov spolu s pozemky okolo areálu patří Karlovarským minerálním vodám a.s. italského velkopodnikatele A. Pasqualeho, jenž vlastní i stáčírnu a s ní značku Mattoni. Pasquale však opakovaně tvrdil, že KMV a.s. nic v lázních nevlastní a nemá možnost to opravit. (Přitom na mimořádně špatný stav jednoho domu ve vlastnictví KMV, ve kterém firma přesto nechávala dál bydlet nájemníky, upozornil dne 19. 9. 2010 i článek v tisku.)
Už předchozí vlastníci opakovaně žádali úřady o sejmutí památkové péče (aby se mohlo přistoupit k demolici budov). KMV i C.T.S.–DUO, resp. RIS v této snaze pokračovaly. Poslední oficiální pokus v tomto směru dopadl v listopadu 2011 pro obě firmy neúspěšně, stejně tak vyzněla i podobná snaha na polotajné schůzce s krajskými a státními úředníky v březnu 2012. Soubor lázeňských budov nadále zůstává památkově chráněn.
Tehdejší stav lázní byl tristní. Budovy byly částečně zabezpečeny proti vstupu (ale nikoliv proti dalšímu působení povětrnostních vlivů), minerální prameny vyvěraly v rumištích domů a zatékaly do základů.
V únoru 2013 byla zaregistrována obecně prospěšná společnost Lázně Kyselka, jejímž základním posláním je záchrana, obnova a následná ochrana památkově chráněného areálu bývalých lázní Kyselka. Zakládajícími členy jsou Vladimír Lažanský, město Karlovy Vary, obec Kyselka, Karlovarské minerální vody a RIS Revitalizační investiční společnost. Významným finančním podporovatelem činnosti o.p.s. je KMV, která nad rámec desetimilionového základního vkladu uvolnila jako dar dalších deset milionů korun.
O.p.s se pustila do práce na opravách objektů v jejím majetku. Budovy byly zasanovány, zamezilo se dalšími pronikání vody do objektů, postupně se opravují stěny, krovy a střechy dalších budov – o.p.s. o postupu prací informuje na svých stránkách i na Facebooku.
Opravy probíhají i na budovách v majetku KMV (dnes Mattoni 1873). V březnu 2014 byla dokončena kompletní rekonstrukce bytového domu Stallburg. V únoru 2015 byl kompletně zrekonstruován Löschnerův pavilon a v červenci 2016 se v něm otevřelo Mattoni Muzeum věnované Heinrichu Mattonimu a historii stáčení minerálních vod v Kyselce. V červnu 2020 byla dokončena rekonstrukce budovy tzv. Hotelu Praha (také známého jako Korunní princ Rudolf), která pak v soutěži Stavba roku Karlovarského kraje 2021 získala nejvíce hlasů veřejnosti.
Areál bývalých lázní byl po zrušení železniční vlečky roku 1997 zatížen nákladní dopravou po souběžné komunikaci (cca 50 kamionů denně). V srpnu 2012 KMV obnovily provoz železniční vlečky a ze silnice ubylo cca 15 kamionů denně, tedy přibližně třetina.

### Snahy, které přispěly k záchraně
Asociace sdružení pro ochranu a rozvoj kulturního dědictví ČR (ASORKD) se 13. února 2011 rozhodla spustit kampaň, kladoucí si za cíl zachránit areál Kyselky a přimět buď vlastníky k jeho opravě anebo odpovědné úřady k vyvlastnění, převedení na stát či kraj a následnou opravu z veřejné sbírky a státních dotací. Webové petiční stránky s výzvou Zachraňte lázně Kyselka! získaly již přes 27 000 podpisů a hnutí se podařilo přitáhnout pozornost odborné i laické veřejnosti k tomuto případu, mj. i díky propracované mediální strategii.

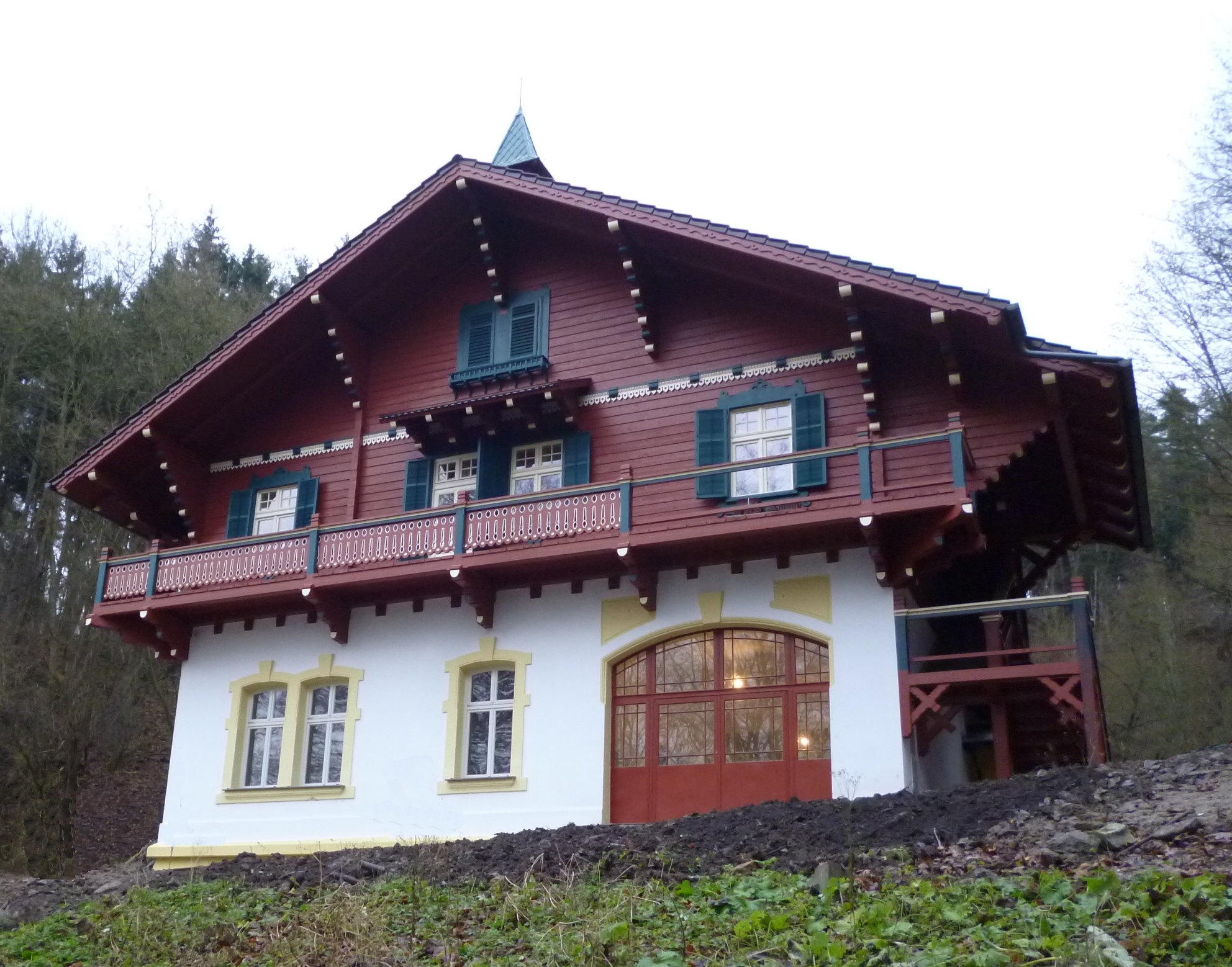
Opravený Löschnerův pavilon, prosinec 2014

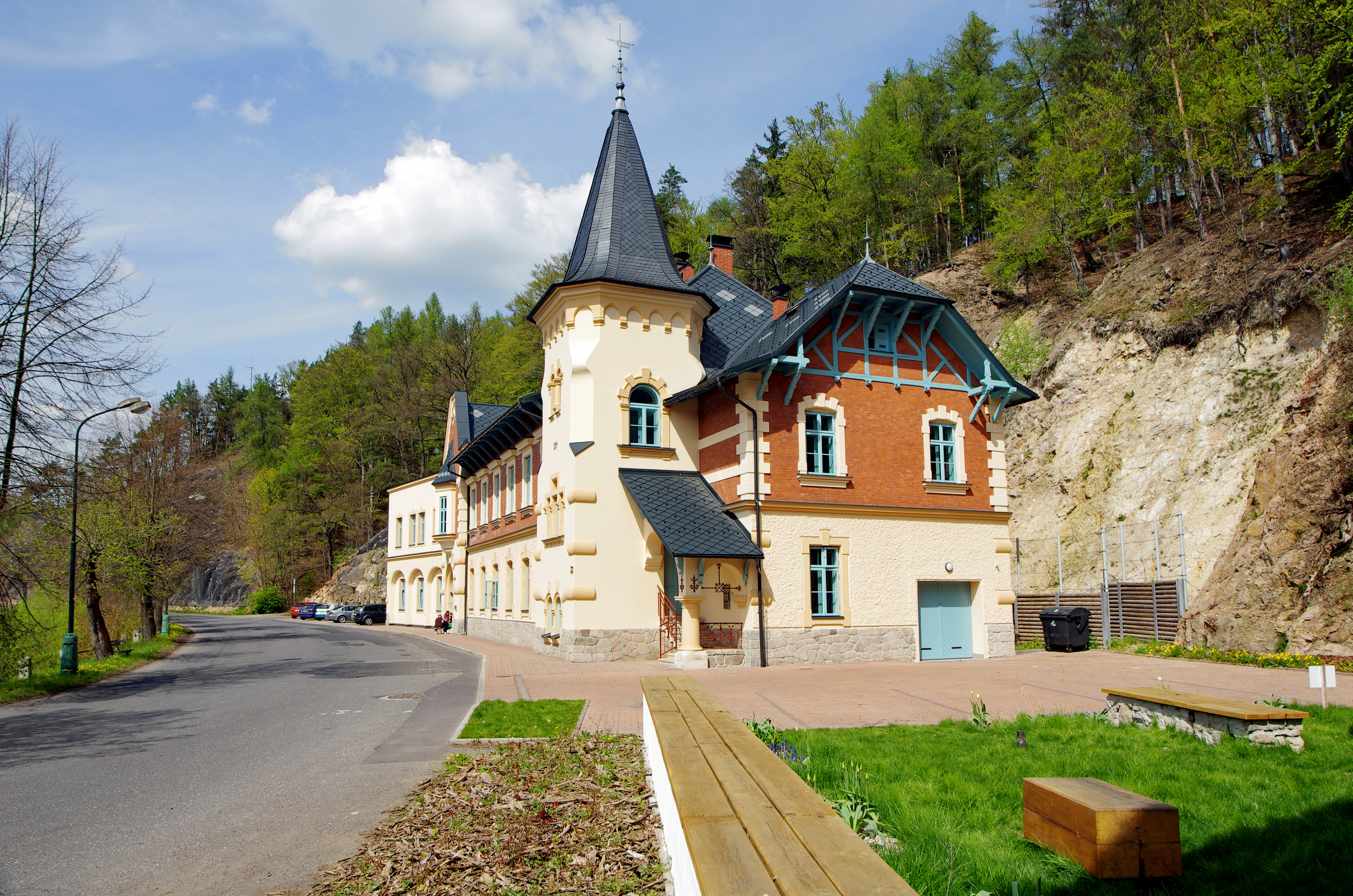
Opravený dům Stallburg, květen 2016

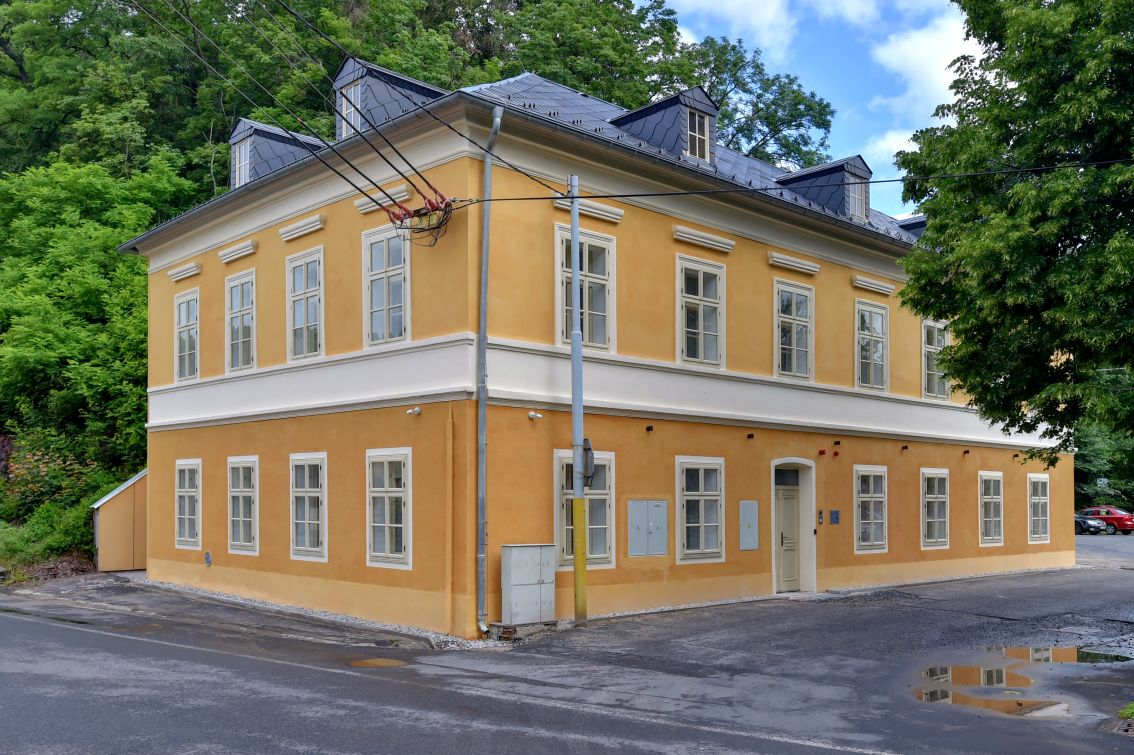
Opravený Hotel Praha, červen 2020

Výzvy ASORKDu i příslušných úřadů směrem ke státu, aby architektonicky významné a památkově chráněné lázně na základě nečinnosti majitelů vyvlastnil, se nesetkávaly všude s odezvou. Prezident Václav Klaus při své návštěvě v září 2011 vyvlastnění státem odmítl, petici za záchranu označil za zmanipulovanou, argumenty za falešné a místní protestující lidi obvinil z emotivního přístupu k věci – prý na rozdíl od majitele lázeňských objektů, který jedná racionálně a jediný může přinést schůdné řešení.
Postupem doby se však do úsilí za záchranu lázní připojily i některé známé osobnosti: už dříve to učinil herec a režisér Ladislav Smoljak anebo ombudsman Otakar Motejl, jenž poukázal na naprostou nečinnost odpovědných úřadů; Později se k výzvám ASORKDu přidal i např. pravnuk zakladatele lázní Rudi Mattoni, režisérka Olga Sommerová, dokumentarista Martin Mareček, který při obdržení ceny Český lev 2011 veřejně zkritizoval postup KMV ve věci Kyselky, anebo umělec Roman Týc, jenž vytvořil provokativní klip, parodující oficiální reklamu Mattoni a poukazující na „vandráka z Itálie“, ničícího kulturní bohatství Česka.
Později KMV zahájila svou protikampaň, zažalovala u soudu člena ASORKDu a také R. Týce a majitel A. Pasquale prohlásil, že firma kvůli „lžím, jímž musí čelit“ možná pozastaví své investice v ČR.
V roce 2013 rozhodl soud, že se ASORKD musí písemně omluvit za některé své výroky na adresu KMV a jejího generálního ředitele Alessandra Pasquale, a zároveň musí ze svého webu odstranit kontroverzní pasáže. Podle rozhodnutí dalšího soudního řízení ukončeného v roce 2015 se ASORKD musí omluvit generálnímu řediteli KMV za jiné výroky, zaplatit mu korunu za způsobenou nemajetkovou újmu a uhradit náklady na soudní řízení.
Kampaň nicméně přispěla k zahájení oprav památkových budov ve vlastnictví KMV a zároveň k založení obecně prospěšné společnosti Lázně Kyselka v roce 2012 a její registraci o rok později.
V létě 2015 ASORKD kritizoval práce na budovách v majetku o.p.s., pro údajnou nekoncepčnost postupu. Ministerstvo kultury vyslalo do Kyselky kontrolory, kteří v závěru roku konstatovali, že o.p.s. Lázně Kyselka zákon o státní památkové péči v rámci svých finančních možností dodržuje, a ocenili citlivý přístup, kterým se společnost snaží zachovat co nejvíc originálních částí a používá techniku z doby výstavby.